# 道の駅めぬま
道の駅めぬま（みちのえき めぬま）は、埼玉県熊谷市にある国道407号の道の駅である。
2000年（平成12年）8月18日に道の駅に登録された。

## 施設
- 駐車場（普通車114台、大型車30台、身障者用3台）
- トイレ（男17、女14、障害者4）
- めぬまアグリパーク
  - バラ園
  - 地域振興施設「めぬぱる」（めぬまアグリパーク内施設）
    - 売店
    - レストラン「サラダ館」
    - にっぽん女性第1号資料ギャラリー（パネル展示）
- ふれあいセンター妻沼店（JAくまがや農産物直売所）

## アクセス
- 国道407号妻沼バイパス
  - 埼玉県道341号太田熊谷線

## 周辺
- 妻沼聖天山（歓喜院）
- 埼玉県立妻沼高等学校
- 利根川
  - 刀水橋
  - 利根川総合運動公園
- 備前渠用水
- 福川